# Yair Kless
 Yair Kless (en hébreu : יאיר קלס ; 12 novembre 1940) est un violoniste et professeur israélien.

## Biographie
Kless se produit en public à un âge précoce et atteint une réputation mondiale dans ses activités en tant que soliste et musicien de chambre.
Il commence le violon à un âge précoce puis étudie avec Israël Amidan. Il travaille avec André Gertler à l'Académie de Musique de Tel-Aviv et — recommandé par Nathan Milstein — il se rend à Bruxelles pour étudier avec Gertler au Conservatoire et à la Chapelle musicale Reine Élisabeth à Bruxelles.
Kless appartient d'abord à l’Israeli Baroque Players, puis il est membre fondateur et premier violon au sein du quatuor à cordes Sol-La-Ré, avec qui il a enregistré de grandes œuvres des compositeurs israéliens, puis il est membre du quatuor avec piano de Tel-Aviv et de l’American New Art Trio. Il est actuellement membre du Trio Modus, un trio à cordes basé en Israël. Il a également joué avec son fils, Eyal, dans le répertoire des duos pour violons. Pour l'interprétation des sonates il a eu pour partenaires Nadia Reisenberg, Pnina Salzman, Shoshana Rudiakov, Arie Vardi, Victor Derevianko, Pascal Sigrist, Victor Yampolski et Frank Wibout,.
Pendant de nombreuses années, il est membre du département cordes, à la Rubin Academy of Music de l'Université de Tel Aviv, puis le dirige, de 1989 à 1993. Parmi ses élèves figurent Vadim Gluzman.
Kless a également été jury de plusieurs concours internationaux et participe régulièrement à des stages d'été et de prestigieux festivals de musique, tels que le Festival de Salzbourg et Bravo! Institut. Il est également professeur invité pour des classes de maître aux États-Unis, dans l'ex-Union Soviétique, en Allemagne, en Irlande, en Finlande, en France, en Australie, en Angleterre, en Italie, en Pologne et aux Pays-Bas. Depuis 1995, Yair Kless divise son temps entre l'Europe — en tant que professeur de l'Université de Graz en Autriche — et en Israël.
Son répertoire comprend des œuvres de la période baroque et des œuvres composées pour lui, ou qui lui sont dédiées.